# Bitwa pod Trypolisem
Bitwa pod Trypolisem – bitwa pomiędzy krzyżowcami dowodzonymi przez Rajmunda z Tuluzy a połączonymi siłami tureckich emirów z Syrii, rozegrana w marcu 1102 roku, nieopodal miasta Trypolis, zakończona pełnym zwycięstwem chrześcijan, co stało się jednym z pośrednich powodów zdobycia tej twierdzy przez łacinników w 1109 roku i założenia na okolicznych ziemiach Hrabstwa Trypolisu.

## Działania Rajmunda po zakończeniu I wyprawy krzyżowej
Jeden z przywódców I wyprawy krzyżowej, Rajmund z Tuluzy, przed wyruszeniem z Europy ślubował do końca życia pozostać na Wschodzie. Po zdobyciu Jerozolimy w 1099 roku, hrabia udał się do Konstantynopola, po czym poprowadził jedną z krucjat z 1101 roku, zakończoną kompletnym niepowodzeniem. Po tych wydarzeniach popłynął do Laodycei, gdzie został pojmany przez Tankreda, regenta Antiochii i zmuszony do rezygnacji ze swoich roszczeń względem Syrii północnej.
Rajmund planował odebrać muzułmanom jakieś ziemie, na których założyłby własne państwo. Najbardziej zależało mu na zdobyciu miast nadmorskich, do czego pozyskał sobie pomoc floty genueńskiej. Tereny, o których myślach, obejmowały pas ziemi dzielący Księstwo Antiochii i Hrabstwo Edessy od Królestwa Jerozolimy, władany przez pomniejszych władców tureckich, spośród których najpotężniejszym był Fachr al-Mulk z wpływowej dynastii Banu Ammar, panującej nad Trypolisem. Emir ten prowadził zręczną politykę unikania jakichkolwiek konfliktów, zawsze starając się pozostać neutralnym, co uczynił także podczas I wyprawy krzyżowej. Pozwoliło mu to utrzymać panowanie nad szlakiem nadmorskim prowadzącym z Laodycei i Dżabali aż do podległego Fatymidom Bejrutu. Innymi silnymi władcami muzułmańskimi w Syrii byli zamieszkujący Szajzar Munkizydzi, Ridwan, pan Aleppa i Hamy, jego ojczym Dżanah ad-Daula z Himsu, oraz Dukak z Damaszku.
Jeszcze w Laodycei, po uwolnieniu go przez Tankreda, do Rajmunda dołączyła żona oraz oddział prowansalskich wojowników. Towarzyszyli mu też lordowie ocaleli z ostatnich krucjat – Stefan z Blois, Wilhelm z Akwitanii i Welf z Bawarii wraz ze swoimi świtami. Wspólnie ruszyli w kierunku muzułmańskiej Tortosy, którą zdobyli w połowie lutego 1102 roku, z pomocą floty genueńskiej, która właśnie przybyła na Bliski Wschód. Panem miasta obwołano Rajmunda, który rozpoczął tym samym budowę w Ziemi Świętej własnego państwa. W tym miejscu rozstał się w nieprzyjaźni z innymi baronami, którzy, dowiedziawszy się, iż nie zamierza im towarzyszyć w dalszej drodze do Jerozolimy, obrzucili go obelgami, po czym opuścili Tortosę.

## Bitwa pod Trypolisem
Rajmund nie zwlekał i wkrótce wyruszył z miasta prowadząc swoje wojska w kierunku Trypolisu, który planował zdobyć. Swoimi działaniami poważnie zaniepokoił władcę tej twierdzy, emira z dynastii Banu Ammar, Fachr al-Mulka, który nawiązał kontakt z Dukakiem z Damaszku i Dżanahem ad-Daulą z Himsu. Wspólnie zmontowali oni koalicję skierowaną przeciwko Rajmundowi. Kiedy ten stanął pod Trypolisem na czele niewielkiej armii liczącej 300 konnych rycerzy, muzułmanie postanowili zmierzyć się z nim w polu i dopadli go na pobliskiej równinie. Z Damaszku nadeszło 2 000 jeźdźców, a z Himsu około 3 000. Emirat Banu Ammar wystawił wszystkich swoich żołnierzy, w liczbie około 4 000, głównie pieszych, którzy stanowili rdzeń sił tureckich. W sumie muzułmanie mieli trzydziestokrotną przewagę nad łacinnikami.
Informacje na temat bitwy pochodzą niemal wyłącznie ze źródeł arabskich, gdyż kronikarze chrześcijańscy poświęcili temu epizodowi bardzo niewiele uwagi. Rajmund podzielił swoją armię na trzy części. Stu rycerzy skierował przeciwko Damasceńczykom, pięćdziesięciu przeciwko oddziałom z Himsu, a stu pięćdziesięciu, którymi dowodził osobiście, poprowadził przeciwko Trypolitańczykom (Banu Ammar). Turcy natarli jako pierwsi posyłając do walki żołnierzy z Himsu, zostali jednak odparci i pierzchli. Panika ta udzieliła się również wojskom damasceńskim, które załamały się pod naporem łacinników. Najbardziej zacięta walka trwała w centrum, gdzie Rajmund i jego rycerze prowadzili ciężki bój z Trypolitańczykami walczącymi z niezwykłą zaciętością. Pokonawszy oddziały z Himsu i Damaszku, oba skrzydła armii krzyżowców podążyły na pomoc swemu wodzowi i zaatakowały wroga od tyłu. Ta szarża ostatecznie przełamała szyki Banu Ammar i reszta wojsk tureckich rzuciła się do ucieczki. Połączona jazda Rajmunda przeszła galopem po polu bitwy zabijając większość muzułmanów – 7 000 ludzi według rachub arabskiego kronikarza Ibn al-Asira.
Zwyciężywszy nieprzyjaciół w tak spektakularny sposób, Rajmund miał otwartą drogę do Trypolisu, lecz nie posiadał wystarczającej liczby żołnierzy, by zdobyć miasto szturmem, gdyż była to dobrze ufortyfikowana twierdza, a do tego była położona na półwyspie Al-Mina, gdzie panowały warunki dogodne do obrony. Hrabia Tuluzy wymusił od Fachr al-Mulka wysoki okup, po czym powrócił do Tortosy, by przygotować plan kolejnej kampanii.

## Po bitwie
Na chwilę obecną nie będąc w stanie zdobyć dobrze bronionego Trypolisu, Rajmund wycofał się do Tortosy i w następnych latach zajmował się dalszym utwierdzaniem swojej pozycji na wybrzeżu libańskim oraz wzmacnianiem swego nowego państwa. Aż do końca życia, ani razu nie stoczył już żadnej otwartej bitwy z wojskami tureckimi, gdyż muzułmanie obawiali się stawić mu czoła w polu. Planował zająć Trypolis i w 1103 roku przystąpił do oblężenia, jednak w 1105 roku zmarł, a schedę po nim przejął Wilhelm Jordan obejmując władzę jako regent w imieniu Alfonsa-Jordana, małego synka Rajmunda. Oblężenie przeciągnęło się aż do 1109 roku, kiedy z Europy przybył inny z synów hrabiego Tuluzy, Bertrand, który zdobył twierdzę z pomocą sił jerozolimskich, antiocheńskim i edessańskich.
Po zdobyciu Trypolisu, król Baldwin I dokonał inwestytury Bertranda nadając mu tytuł hrabiego Trypolisu i czyniąc go swoim wasalem. W ten sposób powstało Hrabstwo Trypolisu - ostatnie z czterech państw łacińskich założonych po I wyprawie krzyżowej, kontrolujące ziemie pomiędzy Królestwem Jerozolimy a Księstwem Antiochii.